# FK Obilić Belgrade
Maillots
Le Fudbalski Klub Obilić Belgrade (en serbe : Фудбалски Клуб Обилић Београд), plus couramment abrégé en Obilić Belgrade, est un ancien club serbe de football fondé en 1924 puis disparu en 2015, et basé à Belgrade, la capitale du pays.

## Historique
- 1924 : fondation du club
- 1995 : 1re participation à une Coupe d'Europe (C2, saison 1995/96)
- À l'issue de la saison 2005-2006 : le club descend en 2e division
- À l'issue de la saison 2006-2007 : le club descend en 3e division
- À l'issue de la saison 2007-2008 : le club descend en 4e division (niveau amateur)
- À l'issue de la saison 2008-2009 : le club descend en 5e division (niveau amateur)

## Bilan sportif

### Palmarès
| Anciennes compétitions |
| --- |
| - Championnat de Yougoslavie (1) : - Champion : 1997-8. - Vice-champion : 1998-99. - Coupe de Yougoslavie : - Finaliste : 1993-95 et 1997-98. |

### Bilan européen
Note : dans les résultats ci-dessous, le score du club est toujours donné en premier.
| Saison    | Compétition         | Tour              | Club             | Domicile | Extérieur | Total |
| --------- | ------------------- | ----------------- | ---------------- | -------- | --------- | ----- |
| 1995-1996 | Coupe des coupes    | Tour préliminaire | Dinamo Batoumi   | 0 - 1    | 2 - 2     | 2 - 3 |
| 1998-1999 | Ligue des champions | Premier tour Q    | ÍB Vestmannaeyja | 2 - 0    | 2 - 1     | 4 - 1 |
| 1998-1999 | Ligue des champions | Deuxième tour Q   | Bayern Munich    | 1 - 1    | 0 - 4     | 1 - 5 |
| 1998-1999 | Coupe UEFA          | Premier tour      | Atlético Madrid  | 0 - 1    | 0 - 2     | 0 - 3 |
| 2000      | Coupe Intertoto     | Premier tour      | HNK Cibalia      | 1 - 1    | 1 - 3     | 2 - 4 |
| 2001-2002 | Coupe UEFA          | Tour préliminaire | GÍ Gøta          | 4 - 0    | 1 - 1     | 5 - 1 |
| 2001-2002 | Coupe UEFA          | Premier tour      | FC Copenhague    | 2 - 2    | 0 - 2     | 4 - 5 |
| 2002      | Coupe Intertoto     | Premier tour      | Haka Valkeakoski | 1 - 2    | 1 - 1     | 2 - 3 |

Légende
- Victoire ou qualification pour le tour suivant
- Match nul
- Défaite ou élimination de la compétition

## Personnalités du club

### Présidents du club
- Goran Zelenović

### Entraîneurs du club
| - Milenko Kiković (1993 - 1994) - Boško Prodanović (1997) - Dragan Okuka (1997 - 1998) - Miloljub Ostojić (1998 - 1999) - Dragoslav Šekularac (1999) - Mihajlo Bošnjak (1999) - Petar Kurćubić (1999 - 2000) - Dragan Lacmanović (2000) - Stanislav Karasi (2000) - Zlatko Krmpotić (2000) | - Ratko Dostanić (2000 - 2002) - Goran Vasilijević (2002) - Milan Živadinović (2002) - Mihajlo Bošnjak (2002) - Zoran Pavlović (2002) - Ratko Dostanić (2002 - 2003) - Stevan Mojsilović (2003) - Borislav Cvetković (2003 - 2004) - Radmilo Ivančević (2004) - Miodrag Božović (2004) | - Zoran Milinković (2004) - Dragoljub Bekvalac (2004 - 2005) - Zoran Đurđević (2005) - Nebojša Ličanin (2005) - Dušan Jevrić (2005 - 2006) - Nebojša Vučićević (2006) - Darko Vargec (2006) - Marjan Živković (2006 - 2007) |  |